# سنديان طابوري
السنديان الطابوري أو الملول (باللاتينية: Quercus ithaburensis) أو (باللاتينية: Quercus aegilops var. ithaburensis (Decne.) Boiss) نوع نباتي شجري من جنس السنديان من الفصيلة الزانية. سمي نسبة إلى جبل طابور في فلسطين.

## الموئل والانتشار
ينتشر هذا النوع في مناطق شرق حوض البحر الأبيض المتوسط من المشرق العربي إلى تركيا واليونان وألبانيا وإيطاليا وهي الشجرة الوطنية للأردن .

## الوصف النباتي
الملول هذه الشجرة تنمو في المناطق شبة الجافة ولها قيمة كبيرة في الحفاظ على التنوع الحيوي واكثارها سهل ويمكن تجددها طبيعيا وخشبها له قيمة كبيرة كخشب وكحطب وتدخل في صنع الفحم والدباغ. أما ثمارها وأوراقها فهى ذات قيمة غذائية وعلفية وطبية وصناعية كبيرة.